# Langø (Ulvsund)
 For alternative betydninger, se Langø. (Se også artikler, som begynder med Langø)
Langø er en 1,27 km² stor ø, beliggende i Ulvsund mellem Møn og Sjælland, med 2 indbyggere (2014). Den blev i 1919 forbundet med Sjælland af en 300 m lang dæmning og en lille bro. Avlsgårdens areal er på 64 ha ager og 40 ha græsarealer og strandeng, 10 ha beplantninger og vildtremiser, 6 ha skov og plantager samt 2 ha have- og park-områder. Den nuværende hovedbygning er opført i 1949 og blev i 1992-94 renoveret. 1993 blev der bygget en skyttebolig på 188 m². Øen er privatejet, men det er tilladt at gå på de anlagte veje og stier. 
Øen hørte til Kalvehave Sogn, Bårse Herred i Præstø Amt indtil 1970, da amtet blev lagt sammen med Maribo Amt til Storstrøms Amt og kommunen blev til Langebæk Kommune, og nu siden 1. januar 2007 til den Vordingborg Kommune i Region Sjælland. 

## Historie
I Kong Valdemars Jordebog kaldes øen "Lang" og der nævnes et jagthus på den. Der er fundet en enkelt boplads fra den ældre stenalder på øen.
I 1771 havde øen fire bebyggelser midt på øen, hvoraf de 3 var gårdbrug. Siden spredte udskiftningen gårdene ud over øen. Gennem de sidste hundrede år tilhørte den slægten Andersen-Kræmmer.
1918 købte frøavler Vilhelm Erhard-Frederiksen (1883-1932) øens 3 gårde, Strandgården, Stengården og Langøgård. Han ansatte en bestyrer til at drive landbruget på øen.

## Langø Avlsgaards ejere
- 1850-1890: Anders Jensen
- 1890-1918: Hans Jacob Andersen (søn)
- 1918-1924: Vilhelm Erhard-Frederiksen
- 1924-1960: Ludvig Boye Lundstein
- 1960-1991: Jens greve Krag-Juel-Vind-Frijs
- 1991-2003: Langø ApS v/a Klaus Helmersen
- 2003-2017: Langø A/S v/a Poul Christian Trolle
- 2017: Langø A/S v/a Lars Svendsen